# Parangaba
Parangaba é um bairro da zona oeste e sede de distrito da cidade de Fortaleza, administrado pela SER IV (Secretaria Regional - órgão municipal), e fazendo parte da AIS 5 (Área Integrada de Segurança). Já foi município do Ceará, mas o tempo avançou, a população aumentou e a tecnologia no transporte fez de Parangaba uma parte permanente da cidade de Fortaleza, ou seja, um distrito, e posteriormente um bairro. No bairro localiza-se a lagoa da Parangaba, uma lagoa que faz parte da baía do rio Maranguapinho e que é segunda maior lagoa da cidade.

## História
A região onde hoje fica o bairro da Parangaba é a área onde foi fundado um aldeamento da Companhia de Jesus, com o objetivo de catequizar os índios.
Foi elevada a condição de vila em 1759 com o nome de Arronches. Foi incorporada a Fortaleza pela lei nº2 de 13 de maio de 1835 e depois foi restaurado município pela lei nº 2097 de 25 de novembro em 1885 com o nome de Porangaba e finalmente foi incorporado a Fortaleza pela lei nº 1913 de 31 de outubro 1921. No século XVIII, o antigo Arronches destaca-se como ponto de intermediário no transporte de gado, com a estrada do Barro Vermelho-Parangaba, estrada que ligava o Barro Vermelho (Antônio Bezerra) - Parangaba; e a Estrada da Paranjana, estrada que ligava Messejana a Parangaba.
Com a construção da Estrada de Ferro de Baturité, uma estação de trem é instalada em 1873, a Estação de Arronches, e Parangaba estava ligada com a Capital. Em 1941, a malha ferroviária de Parangaba é expandida em direção ao Mucuripe e em 1944, o nome da estação é alterada para Parangaba por ordem do CNG - Conselho Nacional de Geografia. A antiga estrutura foi tombada em 2008 e foi rebaixada para a construção do elevado da Linha Sul do metrô, a atual estação Parangaba se localiza próximo à antiga, ao lado do Terminal da Paranagaba, sendo administrada pela Companhia Cearense de Transportes metropolitanos - Metrofor.
Durante o último período como município chegou a ter sua própria linha de bonde entre os anos de 1894 e 1918.

## Infraestrutura

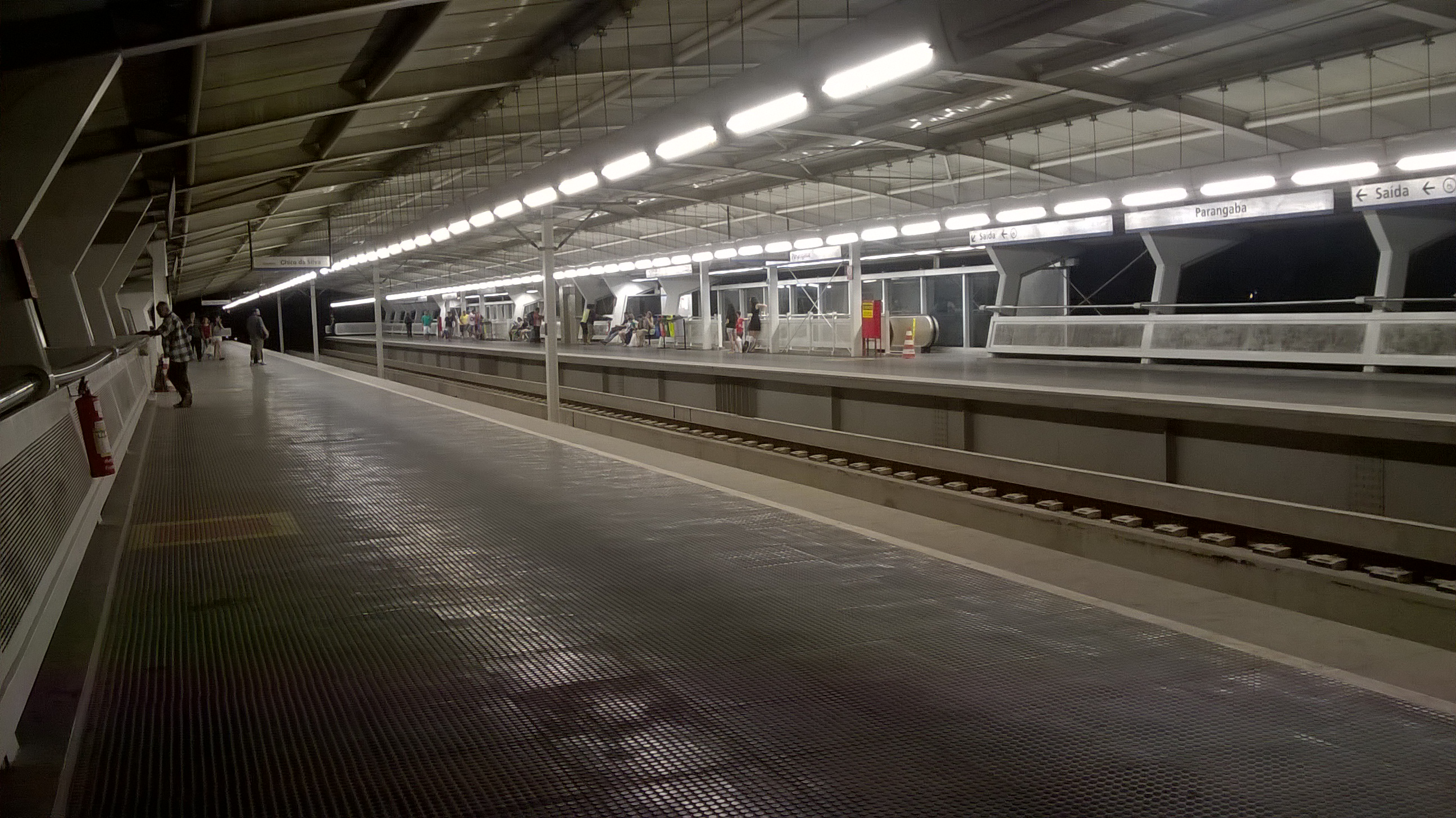
Plataforma da estação de metrô localizada no bairro.

O Bairro é de extrema importância para a rede de transportes de Fortaleza, sendo ponto de integração entre as Linha Sul e Parangaba - Mucuripe do metrô de Fortaleza, o corredor de BRT Parangaba-Papicu do Expresso Fortaleza e as demais linhas de ônibus da cidade por meio da Estação e Terminal de mesmo nome do bairro, que juntos foram o grande terminal intermodal da Parangaba. O bairro ainda é um importante ponto de referência nas áreas de saúde, segurança e serviços com escolas (públicas e particulares), ginásios, hospitais (públicos e particulares), supermercados, faculdade, postos de combustíveis, cartório e um grande shopping center.
O bairro conta com o Shopping Parangaba, inaugurado no dia 26 de novembro de 2013. Único do Ceará com acesso a diferentes modais de transporte público, o Shopping Parangaba é interligado ao Terminal de Ônibus do bairro e às estações do Metrô e do Veículo Leve sobre Trilhos (VLT).